# Miszal Haddad
Miszal Haddad (arab. ميشال حداد, ur. 22  lutego 1902 w Aleksandrii, zm. 3 maja 1983 tamże) – egipski bokser, uczestnik Igrzysk Olimpijskich 1924.
Zawodnik wystąpił na Igrzyskach Olimpijskich w Paryżu w 1924 roku w konkurencji wagi lekkiej na zawodach bokserskich. W pierwszej rundzie (1/16 finału) przegrał na punkty z Włochem Luigim Marfutem i odpadł z rywalizacji.